# María Emilia Salerni
María Emilia Salerni (Rafaela, 14 maggio 1983) è un'ex tennista argentina.

## Biografia

### Origini
Figlia di Abelardo e Maria Del Carmen, ha due sorelle, Mariana e Natalia, e due fratelli, Fernando e Luciano.

### Carriera tennistica
Nel 1999 vinse il torneo di doppio juniores in coppia con Dája Bedáňová sconfiggendo in finale Tetjana Perebyjnis e Iroda Tulyaganova con 6-1, 2-6, 6-2.
L'anno seguente si aggiudicò il singolare juniores sconfiggendo in finale nuovamente la Perebiynis con il punteggio di 6–4, 7–5, che sconfisse anche due mesi più tardi nella finale degli US Open, torneo in cui vinse anche il titolo di doppio in coppia con la connazionale Gisela Dulko. Sempre nel 2000 rappresentò il suo Paese alle Olimpiadi, senza però vincere medaglie.
Nel 2002 arrivò in finale nel doppio al Bell Challenge in coppia con Fabiola Zuluaga perdendo poi contro Samantha Reeves e Jessica Steck.
In carriera ha raggiunto la 65ª posizione del ranking di singolare il 25 febbraio 2008.

## Statistiche

### Risultati in progressione
| Sigla | Risultato               |
| ----- | ----------------------- |
| V     | Vincitore               |
| F     | Finalista               |
| SF    | Semifinalista           |
| O     | Oro olimpico            |
| A     | Argento olimpico        |
| SF    | Bronzo olimpico         |
| QF    | Quarti di Finale        |
| 4T    | Quarto turno            |
| 3T    | Terzo turno             |
| 2T    | Secondo turno           |
| 1T    | Primo turno             |
| RR    | Round Robin             |
| LQ    | Turno di qualificazione |
| A     | Assente                 |
| ND    | Non disputato           |

| Legenda superfici    |
| -------------------- |
| Cemento              |
| Terra battuta        |
| Erba                 |
| Superficie variabile |

#### Singolare nei tornei del Grande Slam
| Torneo          | 2001 | 2002 | 2003 | 2004 | 2005 | 2006 | 2007 | 2008 | 2009 |
| --------------- | ---- | ---- | ---- | ---- | ---- | ---- | ---- | ---- | ---- |
| Australian Open | A    | 1T   | 1T   | A    | A    | A    | A    | 1T   | A    |
| Open di Francia | 1T   | A    | A    | A    | A    | A    | A    | 1T   | 1T   |
| Wimbledon       | 1T   | A    | A    | A    | A    | A    | A    | A    | A    |
| US Open         | 1T   | 1T   | 1T   | A    | 2T   | A    | A    | A    | A    |

#### Doppio nei tornei del Grande Slam
| Torneo          | 2001 | 2002 | 2003 | 2004 | 2005 | 2006 | 2007 | 2008 | 2009 |
| --------------- | ---- | ---- | ---- | ---- | ---- | ---- | ---- | ---- | ---- |
| Australian Open | A    | 2T   | 2T   | 1T   | A    | 1T   | A    | 1T   | A    |
| Open di Francia | 1T   | 1T   | 2T   | A    | 2T   | 2T   | A    | 1T   | 2T   |
| Wimbledon       | 1T   | A    | 1T   | A    | A    | 1T   | A    | A    | A    |
| US Open         | 3T   | 3T   | A    | A    | 1T   | A    | A    | A    | A    |

#### Doppio misto nei tornei del Grande Slam
| Torneo          | 2001 | 2002 | 2003 | 2004 | 2005 | 2006 | 2007 | 2008 | 2009 |
| --------------- | ---- | ---- | ---- | ---- | ---- | ---- | ---- | ---- | ---- |
| Australian Open | A    | A    | A    | A    | A    | A    | A    | A    | A    |
| Open di Francia | A    | A    | A    | A    | A    | A    | A    | A    | A    |
| Wimbledon       | 1T   | A    | A    | A    | A    | A    | A    | A    | A    |
| US Open         | A    | A    | A    | A    | 1T   | A    | A    | A    | A    |